# Commanda Lake
Commanda Lake är en sjö i Kanada.   Den ligger i provinsen Ontario, i den sydöstra delen av landet, 300 km väster om huvudstaden Ottawa. Commanda Lake ligger 219 meter över havet. Arean är 6,1 kvadratkilometer. Den sträcker sig 4,6 kilometer i nord-sydlig riktning, och 4,7 kilometer i öst-västlig riktning.
I omgivningarna runt Commanda Lake växer i huvudsak blandskog. Trakten runt Commanda Lake är nära nog obefolkad, med mindre än två invånare per kvadratkilometer.